# Sutera montana
Sutera montana là một loài thực vật có hoa trong họ Huyền sâm. Loài này được S. Moore miêu tả khoa học đầu tiên.